# Научное обозрение
«Нау́чное обозре́ние» — российский еженедельный (позднее ежемесячный) научный журнал, издавался в Петербурге с 1894 по 1903 год. Редактор-издатель М. М. Филиппов.

## История
Журнал начал выходить с января 1894 года. Журнал сообщал научные новости и библиографию по математическим и естественноисторическим наукам. Редакция журнала находилась в квартире его издателя, Михаила Михайловича Филиппова на пятом этаже дома № 37 по улице Жуковского. Сначала журнал был еженедельным. С 1897 года в журнал были введены статьи и по общественным наукам, и он стал выходить ежемесячно. В 1898—1902 годах журнал печатался в типографии Петра Сойкина.
В «Научном обозрении» сотрудничали Д. И. Менделеев, В. М. Бехтерев, П. Ф. Лесгафт, Н. Н. Бекетов. Несколько статей опубликовал К. Э. Циолковский, среди которых и ставшая исторической «Исследование мировых пространств реактивными приборами» (1903, № 5). Среди авторов статей по общественным наукам Ленин, Плеханов, А. М. Коллонтай, А. С. Глинка. В виде приложений к журналу давались переводы произведений Дарвина, Гельмгольца, Карла Маркса, Фридриха Энгельса и др.
В ночь с 11 на 12 июня 1903 года М. М. Филиппов умер в своей домашней лаборатории при неясных обстоятельствах, и майский выпуск журнала оказался последним.